# Concursul Muzical Eurovision 2022

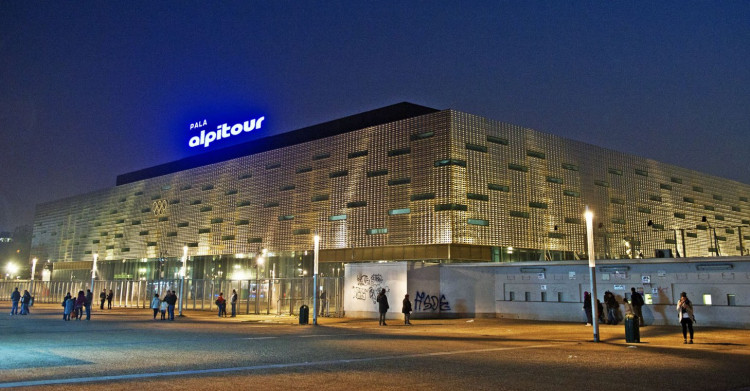
Sala Pala Olimpico din Torino

Concursul Muzical Eurovision 2022 a fost a 66-a ediție a Concursului Muzical Eurovision. Concursul s-a desfășurat la Sala Pala Olimpico din Torino, Italia, pe 10, 12 și 14 mai 2022, după ce Italia a câștigat ediția din 2021 cu piesa ”Zitti E Buoni” interpretată de trupa rock Måneskin. Ucraina a câștigat Eurovision 2022 cu piesa „Stefania” interpretată de trupa Kalush Orchestra.
40 de țări au participat la ediția din 2022, după ce Rusia a fost descalificată ca urmare a invaziei trupelor rusești în Ucraina.
Ediția Eurovision a anului 2022 a fost cea mai controversată dintre toate edițiile, deoarece voturi ale unor jurii naționale au fost redirecționate spre Ucraina și spre alte țări în defavoarea altora.

## Țări participante

### Semifinala 1
| #  | Țară              | Artist                         | Cântec                  | Traducere                   | Limbă                       | Loc | Puncte |
| -- | ----------------- | ------------------------------ | ----------------------- | --------------------------- | --------------------------- | --- | ------ |
| 01 | Albania           | Ronela Hajati                  | Sekret                  | Secret                      | albaneză, engleză, spaniolă | 12  | 58     |
| 02 | Letonia           | Citi Zēni                      | Eat Your Salad          | Mănâncă-ți salata           | engleză                     | 14  | 55     |
| 03 | Lituania          | Monika Liu                     | Sentimentai             | Sentimente                  | lituaniană                  | 7   | 159    |
| 04 | Elveția           | Marius Bear                    | Boys Do Cry             | Băieții plâng               | engleză                     | 8   | 118    |
| 05 | Slovenia          | LPS                            | Disko                   | Disco                       | slovenă                     | 17  | 15     |
| 06 | Ucraina           | Kalush Orchestra               | Stefania (Стефанія)     | —                           | ucraineană                  | 1   | 337    |
| 07 | Bulgaria          | Intelligent Music Project      | Intention               | Intenție                    | engleză                     | 16  | 29     |
| 08 | Țările de Jos     | S10                            | De diepte               | Străfundul                  | olandeză                    | 2   | 221    |
| 09 | Republica Moldova | Zdob și Zdub și Frații Advahov | Trenulețul              | —                           | română, engleză             | 8   | 154    |
| 10 | Portugalia        | MARO                           | saudade, saudade        | Dor, dor                    | portugheză, engleză         | 4   | 208    |
| 11 | Croația           | Mia Dimšić                     | Guilty Pleasure         | Plăcere vinovată            | engleză, croată             | 11  | 75     |
| 12 | Danemarca         | Reddi                          | The Show                | Spectacolul                 | engleză                     | 13  | 55     |
| 13 | Austria           | LUM!X feat. Pia Maria          | Halo                    | Aură                        | engleză                     | 15  | 42     |
| 14 | Islanda           | Systur                         | Með hækkandi sól        | Cu fiecare răsărit de soare | islandeză                   | 10  | 103    |
| 15 | Grecia            | Amanda Tenfjord                | Die Together            | Murim împreună              | engleză                     | 3   | 211    |
| 16 | Norvegia          | Subwoolfer                     | Give That Wolf A Banana | Dă-i o banană acelui lup    | engleză                     | 6   | 177    |
| 17 | Armenia           | Rosa Linn                      | Snap                    | Pocnesc                     | engleză                     | 5   | 187    |

### Semifinala 2
| #  | Țară              | Artist            | Cântec          | Traducere               | Limbă             | Loc | Puncte |
| -- | ----------------- | ----------------- | --------------- | ----------------------- | ----------------- | --- | ------ |
| 01 | Finlanda          | The Rasmus        | Jezebel         | Izabela                 | engleză           | 7   | 162    |
| 02 | Israel            | Michael Ben David | I.M.            | Eu sunt (jargonic)      | engleză           | 13  | 61     |
| 03 | Serbia            | Konstrakta        | In corpore sano | În corp sănătos         | sârbă, latină     | 3   | 237    |
| 04 | Azerbaidjan       | Nadir Rustamli    | Fade to Black   | Ne pierdem în întuneric | engleză           | 10  | 96     |
| 05 | Georgia           | Circus Mircus     | Lock Me In      | Închide-mă              | engleză           | 18  | 22     |
| 06 | Malta             | Emma Muscat       | I am what I am  | Sunt ceea ce sunt       | engleză           | 16  | 47     |
| 07 | San Marino        | Achille Lauro     | Stripper        | Stripteuză              | italiană          | 14  | 50     |
| 08 | Australia         | Sheldon Riley     | Not The Same    | Nu sunt la fel          | engleză           | 2   | 243    |
| 09 | Cipru             | Andromache        | Ela             | Haide                   | engleză, greacă   | 12  | 63     |
| 10 | Irlanda           | Brooke            | That's Rich     | E ironic (regional)     | engleză           | 15  | 47     |
| 11 | Macedonia de Nord | Andrea            | Circles         | Cercuri                 | engleză           | 11  | 76     |
| 12 | Estonia           | Stefan            | Hope            | Speranță                | engleză           | 5   | 209    |
| 13 | România           | Andrei Ursu       | Llámame         | Sună-mă                 | engleză, spaniolă | 9   | 118    |
| 14 | Polonia           | Ochman            | River           | Râu                     | engleză           | 6   | 198    |
| 15 | Muntenegru        | Vladana           | Breathe         | Respiră                 | engleză           | 17  | 33     |
| 16 | Belgia            | Jérémie Makiese   | Miss You        | Dor de tine             | engleză           | 8   | 151    |
| 17 | Suedia            | Cornelia Jakobs   | Hold Me Closer  | Strânge-mă mai tare     | engleză           | 1   | 396    |
| 18 | Cehia             | We Are Domi       | Lights Off      | Luminile stinse         | engleză           | 4   | 227    |

### Finala
| #  | Țară              | Artist                         | Cântec                  | Traducere                   | Limbă               | Loc | Puncte |
| -- | ----------------- | ------------------------------ | ----------------------- | --------------------------- | ------------------- | --- | ------ |
| 01 | Cehia             | We Are Domi                    | Lights Off              | Luminile stinse             | engleză             | 22  | 38     |
| 02 | România           | Andrei Ursu                    | Llámame                 | Sună-mă                     | engleză, spaniolă   | 18  | 65     |
| 03 | Portugalia        | MARO                           | Saudade, saudade        | Dor, dor                    | portugheză, engleză | 9   | 207    |
| 04 | Finlanda          | The Rasmus                     | Jezebel                 | Izabela                     | engleză             | 21  | 38     |
| 05 | Elveția           | Marius Bear                    | Boys Do Cry             | Băieții plâng               | engleză             | 17  | 78     |
| 06 | Franța            | Alvan și Ahez                  | Fulenn                  | Scânteie                    | bretonă             | 24  | 17     |
| 07 | Norvegia          | Subwoolfer                     | Give That Wolf A Banana | Dă-i o banană acelui lup    | engleză             | 10  | 182    |
| 08 | Armenia           | Rosa Linn                      | Snap                    | Pocnesc                     | engleză             | 20  | 61     |
| 09 | Italia            | Mahmood & Blanco               | Brividi                 | Fiori                       | italiană            | 6   | 268    |
| 10 | Spania            | Chanel                         | SloMo                   | Cu încetinitorul            | spaniolă, engleză   | 3   | 459    |
| 11 | Țările de Jos     | S10                            | De Diepte               | Străfundul                  | neerlandeză         | 11  | 171    |
| 12 | Ucraina           | Kalush Orchestra               | Stefania (Стефанія)     | —                           | ucraineană          | 1   | 631    |
| 13 | Germania          | Malik Harris                   | Rockstars               | Staruri rock                | engleză             | 25  | 6      |
| 14 | Lituania          | Monika Liu                     | Sentimentai             | Sentimente                  | lituaniană          | 14  | 128    |
| 15 | Azerbaidjan       | Nadir Rustamli                 | Fade to Black           | Ne pierdem în întuneric     | engleză             | 16  | 106    |
| 16 | Belgia            | Jérémie Makiese                | Miss You                | Dor de tine                 | engleză             | 19  | 64     |
| 17 | Grecia            | Amanda Tenfjord                | Die Together            | Murim împreună              | engleză             | 8   | 215    |
| 18 | Islanda           | Systur                         | Með hækkandi sól        | Cu fiecare răsărit de soare | islandeză           | 23  | 20     |
| 19 | Republica Moldova | Zdob și Zdub și Frații Advahov | Trenulețul              | —                           | română, engleză     | 7   | 253    |
| 20 | Suedia            | Cornelia Jakobs                | Hold Me Closer          | Strânge-mă mai tare         | engleză             | 4   | 438    |
| 21 | Australia         | Sheldon Riley                  | Not The Same            | Nu sunt la fel              | engleză             | 15  | 125    |
| 22 | Regatul Unit      | Sam Ryder                      | Space Man               | Omul spațial                | engleză             | 2   | 466    |
| 23 | Polonia           | Ochman                         | River                   | Râu                         | engleză             | 12  | 151    |
| 24 | Serbia            | Konstrakta                     | In Corpore Sano         | În corp sănătos             | sârbă, latină       | 5   | 312    |
| 25 | Estonia           | Stefan                         | Hope                    | Speranță                    | engleză             | 13  | 141    |

## Probleme cu votul juriului
România a fost inclusă în Scandalul Juriului, provocat din cauza anulării voturilor Juriilor din 6 țări (Azerbaijan, Georgia, Muntenegru, Polonia, România și San Marino) de către EBU. Motivul ar fi fost incorectitudinea voturilor țărilor cu pricina în Semifinala 2.
În ziua de după finală, televiziunea română TVR a acuzat EBU de "schimbare a regulilor în timpul jocului" și a cerut clarificări suplimentare pentru incident. Conform deciziei originale, Juriul românesc a acordat 12 puncte Moldovei, nu Ucrainei.